# 堀真寿
堀 真寿（ほり まさかず、1981年〈昭和56年〉7月20日 - ）は、日本のデザイナー、プロダクトデザイナー。マサカズホリデザイン / トコデザインオフィス代表、ドウナツインターナショナルLLP共同代表、KANSAI YOUNG LEATHER CREATORSプロデューサー。

## 略歴
大阪府堺市出身。大阪芸術大学を卒業後、2004年4月に株式会社ヤマヒサPETIO入社。2008年3月、同社退職。2008年4月、マサカズホリデザイン / トコデザインオフィス設立と同時期に、アイルランドダブリンへ留学。2010年ミラノサローネ出展。翌年以降、出展メーカーのデザイン提供を行う。プロダクトデザイン、ペットグッズデザイン、生活雑貨デザイン等、幅広く活動。2010年4月、ドウナツインターナショナルLLP（本社：大阪府堺市）を設立。共同代表、ディレクターに就任。同年、大阪芸術大学産学連携プロジェクトアドバイザーに就任。

## 参照
1. ↑  デザイナーズFILE 2011Masakazu Hori Design ISBN 978-4-7973-6416-3.
2. ↑  JDN / ミラノサローネ特集 2011 / 出展者情報
3. ↑  廣川株式会社 favorist【フェイバリスト】